# Cloruro aurico
Il cloruro aurico è una molecola d'oro(III) e di cloro ottenuta dall'acido cloridrico.
A temperatura ambiente si presenta come un solido rosso arancio molto solubile in acqua alla quale conferisce una colorazione gialla.

## Proprietà
Le soluzioni acquose di cloruro aurico sono acide; se mescolate con una qualunque base si ottiene un precipitato di ossido d'oro idrato.
Se alla soluzione invece viene aggiunto un riducente (ad esempio acido ascorbico o acido ossalico) si otterrà un precipitato rosso di oro metallico colloidale noto come "porpora di Cassio".

## Usi
Il cloruro aurico ha trovato in passato impiego come cicatrizzante e disinfettante per la sua forte acidità.
Oggi si utilizza principalmente in galvanostegia.